# Kathedrale von Gerace

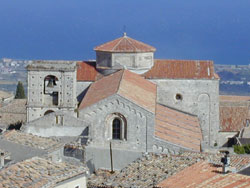
Kathedrale von Gerace

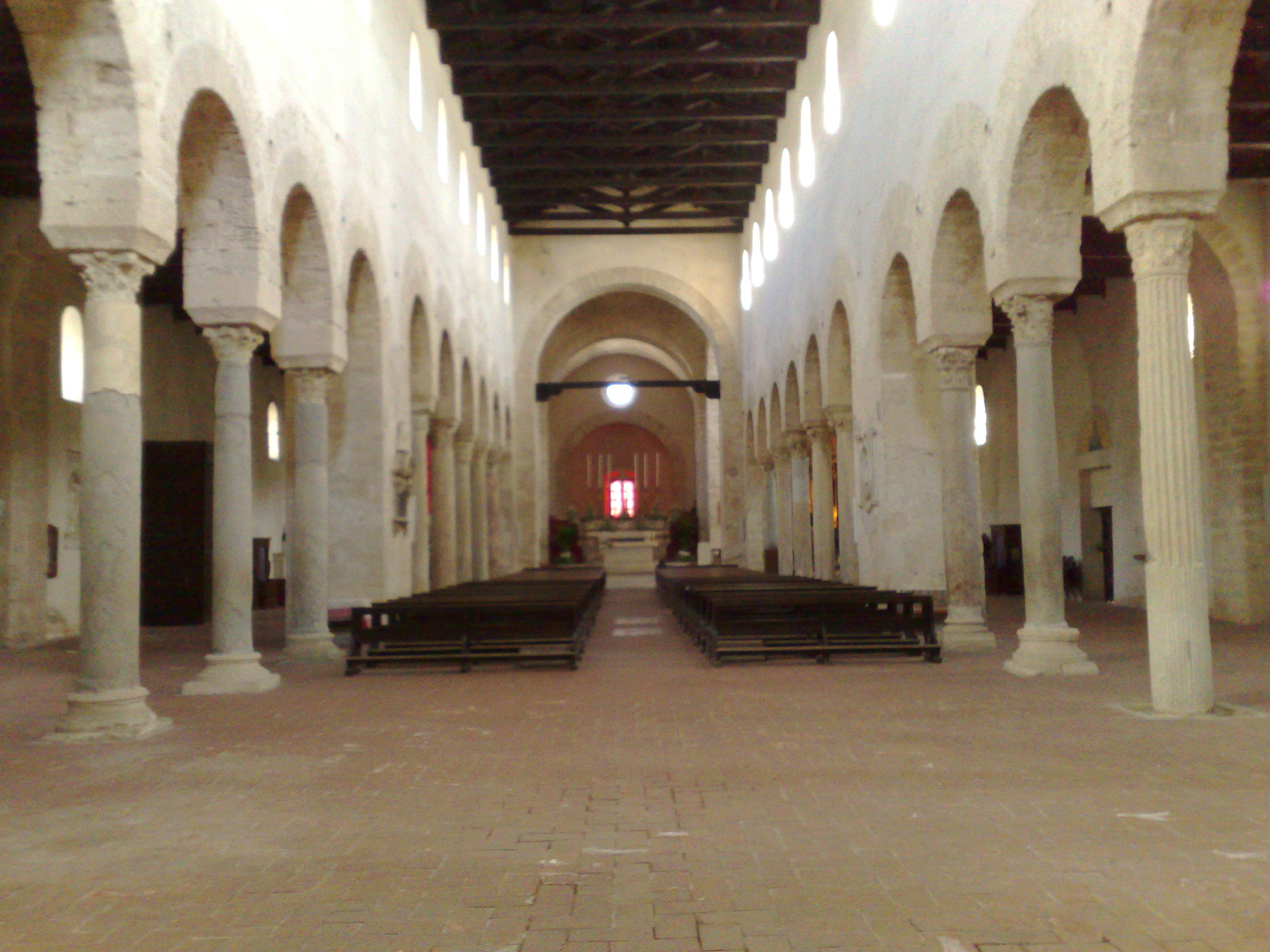
Blick durch das Langhaus mit den antiken Säulen zum Chor

Die Kathedrale von Gerace (Duomo di Gerace) ist eine von den Normannen erbaute ehemalige Bischofskirche in Gerace (Region Kalabrien) in Italien. Mit einer Länge von 73 m und einer Breite von 26 m ist sie die größte Kirche Kalabriens.
Die Kirche besitzt heute den Status einer Konkathedrale des Bistums Locri-Gerace und erhielt 2018 den Titel einer Basilica minor verliehen. Sie ist als Santa Maria Assunta der Mariä Himmelfahrt geweiht.

## Geschichte
Auf einem Hochplateau über dem Meer wurde die normannische Kathedrale in ihren Ostteilen über einer kleinen älteren  griechisch-byzantinischen Höhlenkirche errichtet, die selber wiederum vermutlich ihren Ursprung in einer antiken griechischen Kultstätte hat. Die Höhlenkirche ist das Zentrum der ebenerdig erreichbaren Krypta der Kirche, über der sich Chor und Querhaus der Kathedrale erheben. Das normannische dreischiffige Langhaus wurde unter Verwendung antiker Säulen und Kapitelle errichtet, die alle unterschiedlich sind und aus dem Talbereich der Region um Locri stammen. Laut einer Säuleninschrift fand eine erste Weihe der Kirche zu Ostern 1045 statt. Eine Neuweihe als Folge von  Wiederherstellungsarbeiten nach Erdbebenschäden erfolgte 1222, wahrscheinlich im Beisein Kaiser Friedrichs des II.